# 鶴羽村
鶴羽村（つるわむら）は、香川県大川郡にあった村。現在のさぬき市津田町鶴羽。

## 歴史
- 1890年（明治23年）2月15日 - 町村制施行に伴い、寒川郡鶴羽村が成立。
- 1899年（明治32年）4月1日 - 大川郡の所属となる。
- 1956年（昭和30年）9月8日 - 大川郡津田町と新設合併し、改めて津田町が発足。同日鶴羽村廃止。